# Durant (Mississippi)
Durant település az Amerikai Egyesült Államok Mississippi államában, Holmes megyében. Lakosainak száma 2231 fő (2020. április 1.).

## Népesség
A település népességének változása:

| 2010 | 2 673 |
| 2020 | 2 231 |